# Pèl corporal

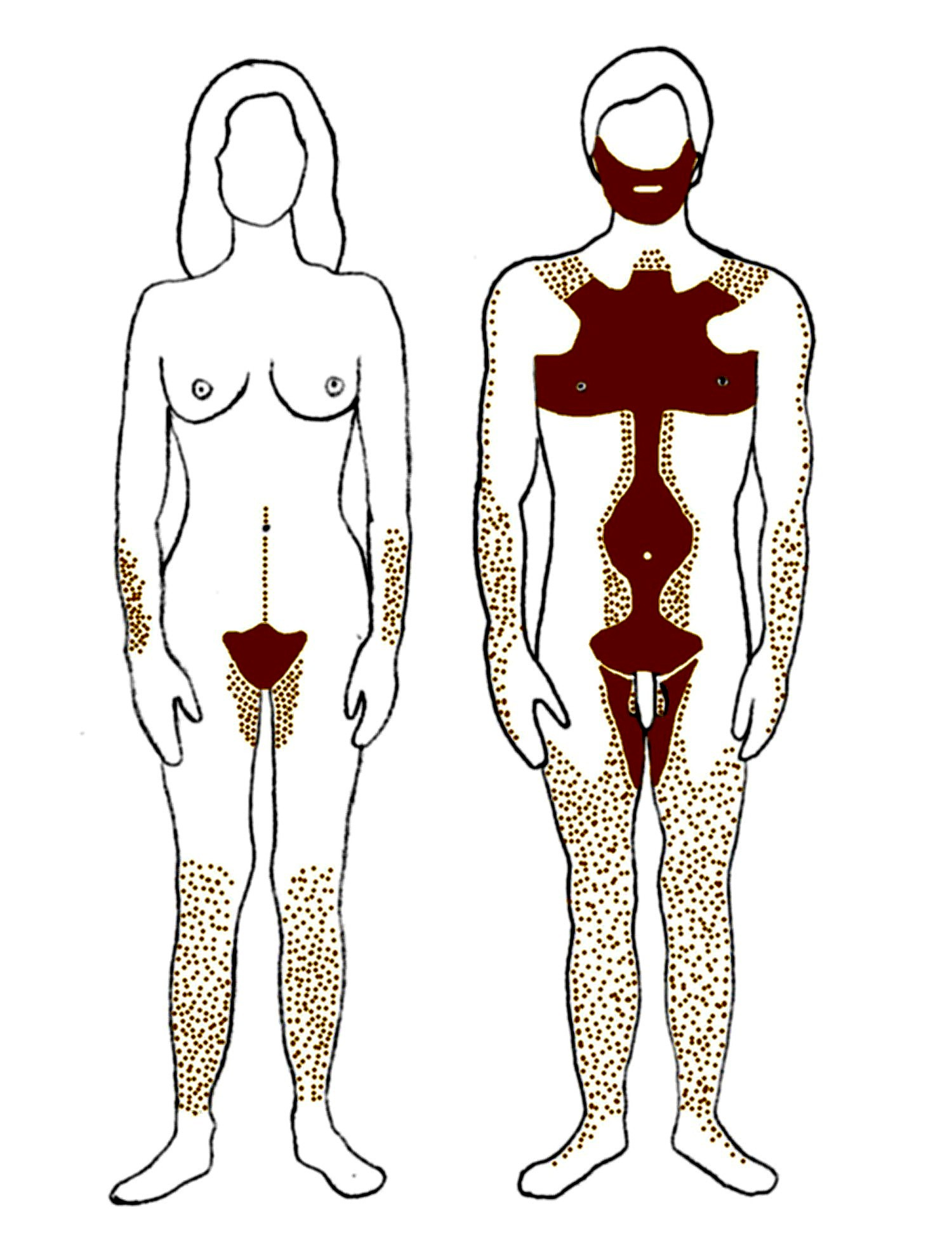
Distribució del pèl corporal al cos femení i al masculí.

El pèl corporal és causat per l'augment en els nivell d'andrògens (hormones sexuals masculines) durant la pubertat i l'adolescència. Els folículs del pèl responen als andrògens, principalment a la testosterona i els seus derivats. El seu ritme del creixement s'accelera i els pèls esdevenen progressivament més llargs i gruixuts.